# 芒特奧利夫 (阿肯色州布拉德利縣)
芒特奧利夫（英語：Mount Olive）是位於美國阿肯色州布拉德利縣的一個非建制地區。該地的面積和人口皆未知。

## 地理
芒特奧利夫的座標為33°25′44″N 92°03′32″W / 33.42889°N 92.05889°W，而該地的平均海拔高度為60米（即197英尺）。